# Santia marmorata
Santia marmorata är en kräftdjursart som först beskrevs av Vanhoeffen 1914.  Santia marmorata ingår i släktet Santia och familjen Santiidae. Inga underarter finns listade i Catalogue of Life.